# Ennio Baiardi
Ennio Baiardi (Vercelli, 6 maggio 1928 – Vercelli, 16 ottobre 2014) è stato un politico italiano, sindaco di Vercelli dal 1975 al 1983.

## Biografia
Esponente piemontese della Partito Comunista Italiano, è sindaco di Vercelli dal 1975 al 1983.
Nel 1983 viene eletto al Senato della Repubblica. Conferma il proprio seggio a Palazzo Madama anche dopo le elezioni politiche del 1987. Dopo la svolta della Bolognina aderisce al Partito Democratico della Sinistra, termina il proprio mandato parlamentare nel 1992.